# Pyraloides
Pyraloides là một chi bướm đêm thuộc họ Noctuidae.